# Bathyaulax flavipera
Bathyaulax flavipera är en stekelart som först beskrevs av Günther Enderlein 1920.  Bathyaulax flavipera ingår i släktet Bathyaulax och familjen bracksteklar. Inga underarter finns listade.